# Zurich Insurance Group
Zurich Insurance Group Ltd. és una empresa d'assegurances suïssa, normalment coneguda simplement com a Zurich, que té la seu central a Zúric. La companyia és l'asseguradora més gran del país. A data de 2017, el grup és la 91a empresa pública més gran del món segons Forbes i el 2011 estava al 94è lloc de les 100 marques principals d'Interbrand.
Zurich és una companyia d'assegurances global que està organitzada en tres segments de negocis troncals: assegurança general, vida global i agricultura. Zurich té gairebé 54.000 treballadors que serveixen a clients de més de 170 països de tot el món. La companyia està llistada a SIX Swiss Exchange.